# Левинских, Александр Александрович
Александр Александрович Левинских (5 декабря 1919, Берёзовский, Екатеринбургская губерния, РСФСР — 26 января 2013, Москва, Россия) — авиаконструктор, главный конструктор ОКБ имени А. С. Яковлева, полковник, кандидат технических наук.

## Биография
Родился 5 декабря 1919 года в г. Березовский Екатеринбургской губернии, ныне Свердловской области.
В 1941 году, после окончания 3 курса Уральского индустриального института, был призван в Красную армию и направлен в ВВА им. Н. Е. Жуковского, которую окончил в 1944 году. Участник Великой Отечественной войны.
В 1944—1966 годах служил в ГК НИИ ВВС, где прошёл путь от инженера-испытателя до начальника отдела. Принимал непосредственное участие в государственных испытаниях самолётного оборудования Ту-4, Ил-28, Ту-16, М-50, МиГ-25, Як-23, Як-25, Як-28, Ла-5, Ла-7, американских B-17, B-29, «Эйр Кобра», трофейных Ме-262, Ме-109 и др.
В 1952 году окончил Высшие инженерные курсы при МВТУ по проектированию летательных аппаратов. В 1966 году решением Совета министров СССР был направлен на работу в авиапромышленность с оставлением на действительной военной службе.
С 1966 по 2008 годы работал в ОКБ А. С. Яковлева — заместитель главного конструктора, главный конструктор. В 1984 году по представлению уходившего на пенсию А. С. Яковлева Левинских был назначен ответственным руководителем ОКБ. С 1991 года он работал главным консультантом ОКБ. Вышел на пенсию в 2008 году.
Александр Александрович жил в Москве, он умер 26 января 2013 года. Похоронен на Долгопрудненском кладбище.

## Награды
- Лауреат Государственной премии СССР (1977)[3]
- Награждён орденами Трудового Красного Знамени (дважды), Отечественной войны II степени, Красной Звезды (дважды), Дружбы, медалями[3]
- Заслуженный конструктор РСФСР[3]
- Почетный авиастроитель РФ[3]